# Baseball-Bundesliga (Österreich)
Die Baseball-Bundesliga (BBL) war bis 2016 die Zweite Baseball-Bundesliga in Österreich.
Zuletzt wurde die BBL mit sechs Teams gespielt. Im Grunddurchgang wurde eine einfache Hin- und Rückrunde ausgetragen, wobei immer Doubleheader (zwei Spiele hintereinander) bestritten wurde; somit kam jedes Team auf 20 Spiele. Die beiden besten Teams bestritten gemeinsam mit den beiden letzten Teams der Austrian Baseball League im August beziehungsweise September ein Aufstiegs-Play-off mit einer einfachen Hin- und Rückrunde, wobei ebenfalls Doubleheader bestritten wurde. Somit kamen alle Teams im Aufstiegs-Play-off auf 12 Spiele. Die Teams auf den Plätzen 3 bis 6 spielten ein Abstiegs-Play-off. Der Letztplatzierte der BBL spielte gegen alle Regionalliga-Meister um einen Platz in der BBL im kommenden Jahr.

## BBL Saison 2024
- Schwechat Blue Bats
- Diving Ducks Wr. Neustadt
- Traiskirchen Grasshoppers
- Hard Bulls
- Dornbirn Indians
- Vienna Metrostars
- Vienna Wanderers

Quelle

## BBL Saison 2016
- Feldkirch Cardinals
- Hard Bulls
- Traiskirchen Grasshoppers
- Wels Jumpin’ Chickens
- Schwechat Blue Bats
- Union Kufstein Vikings